# Музей Пера
Музей Пера (тур. Pera Müzesi) — галерея в стамбульском районе Бейоглу (историческое название — Пера). Музей расположен рядом с улицей Истикляль, у площади Таксим. Особое внимание в музее уделяется ориентализму XIX века.

## История
Музей основан «Suna and Inan Kıraç Foundation» в 2005 году в историческом здании отеля Бристоль, построенном в 1893 году. Между 2003 и 2005 годами здание было обновлено архитектором Синаном Генимом, который сохранил фасад, а внутреннее пространство перестроил для музейных нужд.
Кроме постоянной коллекции здесь бывают временные выставки.

## Коллекции

### Живопись ориентализма
В музее есть работы европейских и турецких/османских художников, включая работы Османа Хамди-бея и его наиболее известную картину «Дрессировщик черепах».
- Жан Этьен Лиотар. «Женщина в турецком платье» (середина XVIII века)
- Антуан де Фаврэ. «Французский посол Шарль Гравье, граф де Верженн в османском костюме» (1766)
- Султан Абдул-Меджид I (1850-е) неизвестного художника
- Пьер-Дезире Гильме. «Дама османского двора играет на дафе» (1875)
- Фаусто Зонаро. «Шехзаде Абдуррахим-эфенди» (1880)
- Жюль Жозеф Лефевр. «Служанка» (1880)
- Осман Хамди-бей. «Две музыкантши» (1880)
- Тристрам Эллис «Плавание по Золотому рогу» (1888)
- Осман Хамди-бей. «Девочка в розовой шляпе» (1904)
- Осман Хамди-бей. «Дрессировщик черепах» (1906)

### Коллекция анатолийских мер и весов
В состав коллекции входит более десяти тысяч предметов от древних времен до современных.

### Изразцы и керамикаКютахьи
В коллекции насчитывается более 800 предметов разных периодов, особенно хорошо представлены XVIII—XX века.